# Veleslav Wahl (právník)
Veleslav Wahl (9. dubna 1891 Praha - 3. července 1942, Praha, Kobyliská střelnice) byl pražský advokát, odbojář, popravený nacisty během druhé heydrichiády.

## Kariéra
Veleslav studoval právo na C. k. české universitě Karlo-Ferdinandově, kde byl 23. července 1914 prohlášen doktorem všech práv. V roce 1921 si otevřel advokátní kancelář na Žitné ulici v Praze. V roce 1929 byl právním zástupcem Podniků lucerny bratří Havlů.
Byl členem Autoklubu republiky Československé, Rotary Clubu a Společenského klubu v Praze. Od roku 1932 se stal členem Pražského jezdeckého klubu v Bubenči.
Mezi jeho přátele patřili například Ladislav Karel Feierabend, kterému zprostředkoval kontakt na Vladimíra Grégra, díky kterému Feierabend úspěšně utekl z protektorátu do zahraničí.

## Příbuzenstvo
V roce 1921 si vzal za manželku Annu Stachovou, se kterou měl syna, českého ornitologa, Veleslava Wahla (15. května 1922 – 16. června 1950).
Jeho mladší bratr, JUDr. Karel Wahl, byl také popraven nacisty ve věku 47 let († 3. července 1942).

## Vyznamenání

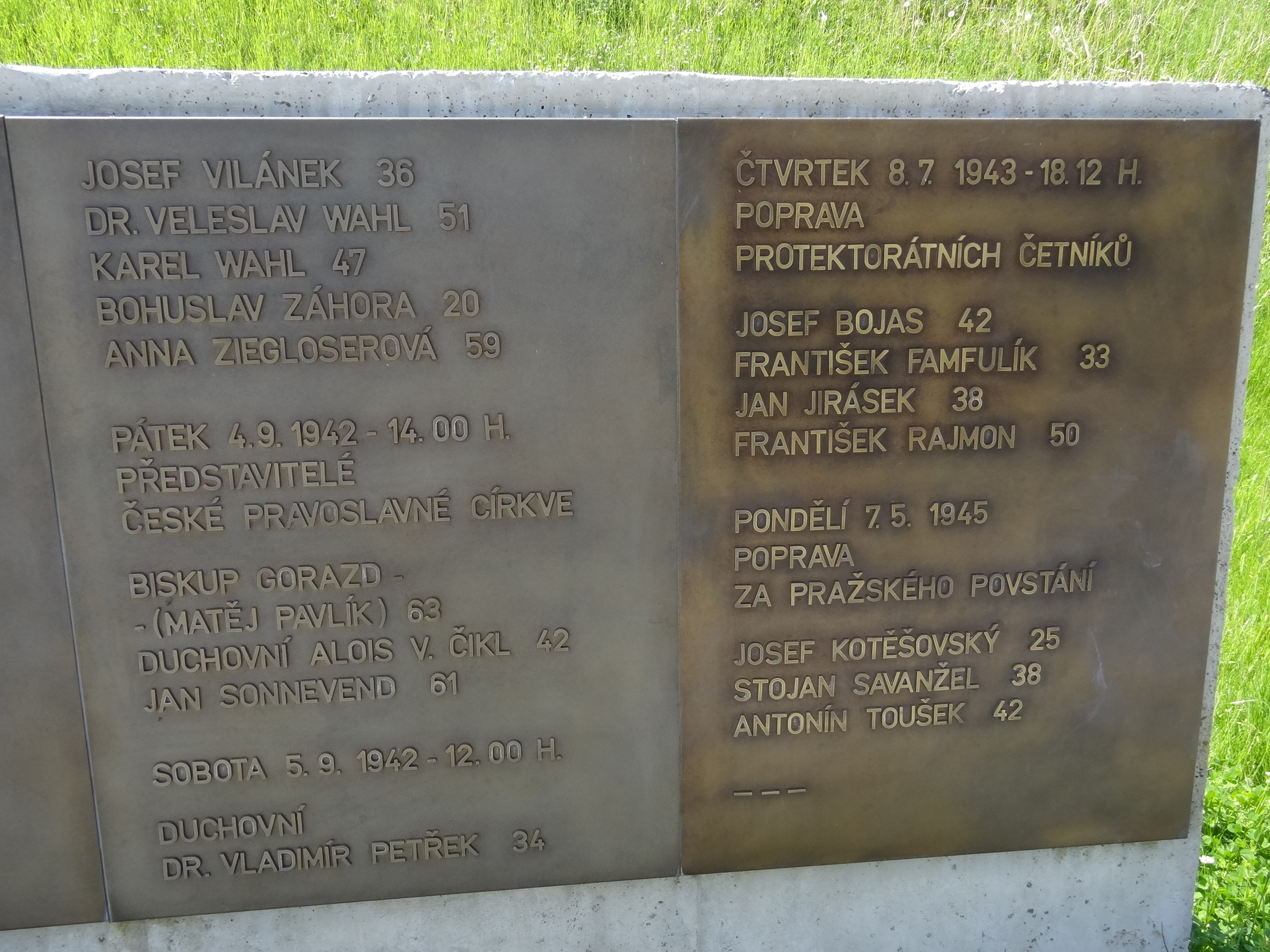
Jeho jméno (DR. VELESLAV WAHL 51) i jméno jeho bratra (KAREL WAHL 47) jsou uvedena na desce popravených (v pátek 3. července 1942 v 19.00 hodin) na Kobyliské střelnici v Praze

V roce 1946 obdržel pověřením presidenta republiky in memoriam Československý válečný kříž 1939.
V roce 1995 obdržel in memoriam Řád Bílého lva II. třídy. 